# Cinéma d'Asie du Sud

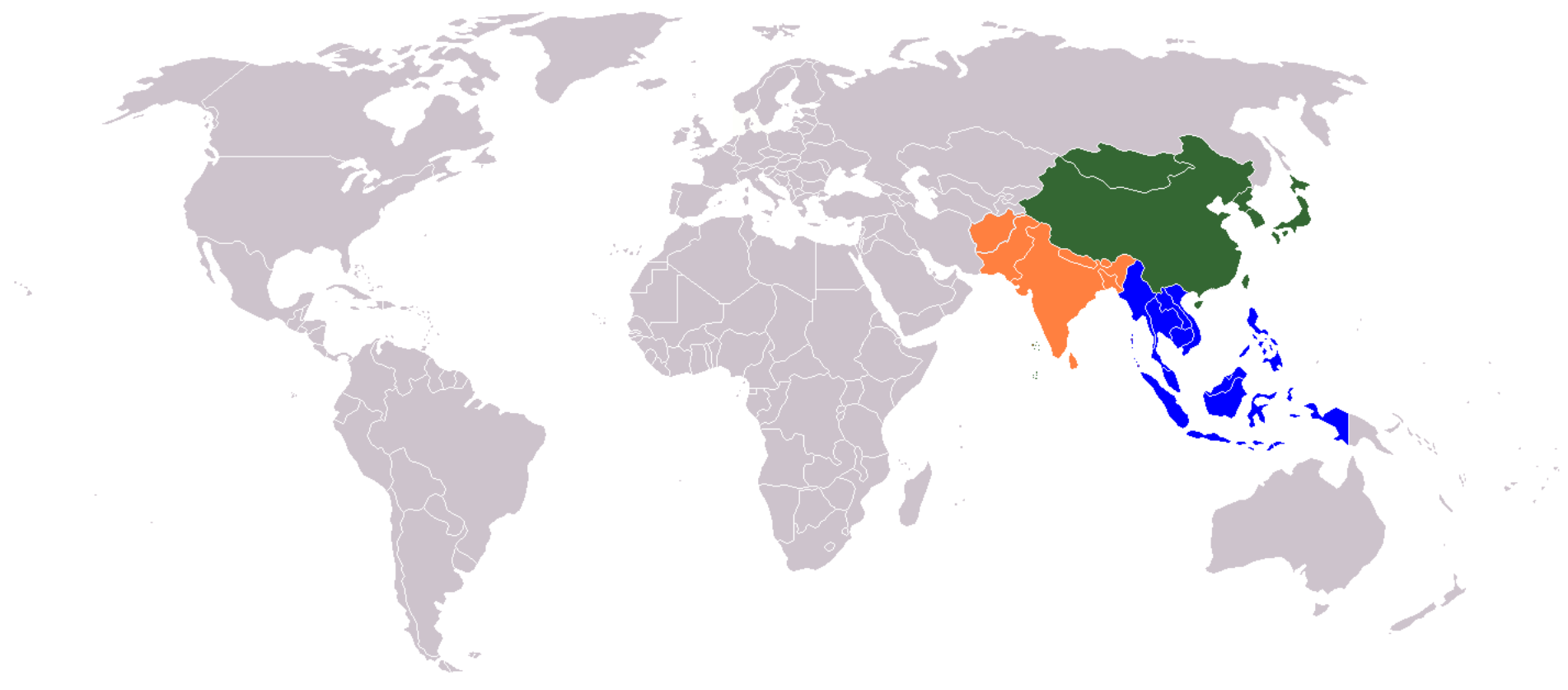
Le monde oriental, défini comme "l'Asie du Sud et au-delà", se compose de trois blocs culturels qui se chevauchent : l'Asie de l'Est (vert), l'Asie du Sud-Est (bleu) et l'Asie du Sud (orange). Notes : Le Pakistan est considéré comme faisant partie du monde oriental car il est culturellement beaucoup plus proche de l'Inde (comme en témoignent les mêmes langues, caractéristiques raciales, etc. que le nord de l'Inde) que le Moyen-Orient. Se baser uniquement sur la religion est un travail original, car de nombreuses sources affirment que le Pakistan fait partie de l'Orient. Si l'on se base uniquement sur la religion, le Bangladesh devrait faire partie du Moyen-Orient, ce qui n'est évidemment pas le cas. Les civilisations indiennes, comme l'Indus, ont été classées comme indiennes. Il n'y a pratiquement pas d'Arabes ou de Perses au Pakistan, ce qui est une raison supplémentaire pour laquelle il ne peut pas faire partie du Moyen-Orient.

Le Cinéma d'Asie du Sud désigne l'industrie cinématographique, et par extension les films produits et réalisés en Asie du Sud et/ou par ses ressortissants.
Il regroupe donc les films produits à l'Afghanistan, Bangladesh, Inde, Népal, Pakistan, Sri Lanka, soit une très grande variété.